# 조립제법
조립제법(組立除法, Synthetic division)이란 다항식을 내림차순으로 정리하여 계수들만 표기하는 간단한 계수들의 조립에서 간단한 곱셈과 덧셈으로만 이루어지는 적은 계산을 통해  다항식의 긴 나눗셈(Polynomial long division)을 보다 효율적이고 간단하게 수행하는 방법이다.
어떤 다항식을 특별히 일차식으로 나눗셈을 할 경우,Ruffini의 규칙(Ruffini's rule)이라 한다.이 규칙은 나누는 수(일차식)의 상수항의 부호에 (-1)을 곱하여 그 수를 중심으로 삼아, 뺄셈을 덧셈과 곱셈형식으로 전환시키는 원리를 지니고있다. 이 원리를 토대로 조립제법은 직접하는 다항식의 나눗셈의 뺄셈과정보다 더 익숙한 덧셈과 곱셈과정만으로 답을 추구할 수 있다는 의의를 지니고 있다.
이 부분에서 정의한 조립제법은 최고차항의 계수가 1인 다항식으로 나눌 때만 가능하다. 따라서 최고차항의 계수가 1이 아닌 경우는 1로 변형하여 조립제법을 한 다음, 구해진 몫의 계수를 조정하는 별도의 계산이 필요할 수 밖에 없다. 예를 들어서 최고차항의 계수가 2일 경우에는 그 식을 2로 나눠서 조립제법을 한 다음, 그 몫의 검산식의 양변에 2를 곱해주는 것이다.

## 조립제법의 뜻 풀이
조립제법(Synthetic division)을 영어로 직역하면 (종합적으로) 합성한 나눗셈을 의미하는데, 이는 나누어지는 다항식(피제수)의 각 항들을 내림차순으로 정리하여 계수들만 정렬시키고, 나눌 다항식(제수)의 상수항에 (-1)을 곱함으로써 부호를 바꾼 항을 왼쪽 칸에 배열시켜 계수들을 합성시키는 이 과정에 초점을 맞춰이름을 지었다고 할 수 있다.
조립제법(組立除法)은 Synthetic division를 한자어로 번역한 것으로, 의미는 대체적으로 같다. 피제수와 제수의 각 계수들을 특정하게 배열(組)하여 알맞게 조립제법의 형태를 세우고(立) 이 형식으로 나눗셈을 수행하는 것(除)을 의미한다.
조립제법의 이름은 조립제법을 하는 방법에 초점을 두어 정의되었다. 무엇보다 간편한 나눗셈을 수행하기 위해, 조립제법을 하는 방법을 강조하고있는데에 초점을 둔 것이다.

## 일차항 계수가 1인 일차식으로 나누기의 예
다음 나눗셈을 수행하려고 한다.
{\displaystyle {\frac {x^{3}-12x^{2}-42}{x-3}}}
먼저 피제수의 모든 계수를 내림차순으로 쓴다. 이때, 보이지 않는 항까지 모두 써야 한다. (이 예에서는 일차식의 계수에 해당한다)
{\displaystyle {\begin{array}{cc}{\begin{array}{r}\\\\\end{array}}&{\begin{array}{|rrrr}1&-12&0&-42\\&&&\\\hline \end{array}}\end{array}}}
제수의 계수의 부호를 바꾼다.
{\displaystyle {\begin{array}{rr}-1x&+3\end{array}}}
제수의 최고차항을 제외한 나머지 계수를 세로줄의 왼쪽에 쓴다.
{\displaystyle {\begin{array}{cc}{\begin{array}{r}\\3\\\end{array}}&{\begin{array}{|rrrr}1&-12&0&-42\\&&&\\\hline \end{array}}\end{array}}}
첫 번째 계수는 그대로 내려온다.
{\displaystyle {\begin{array}{cc}{\begin{array}{r}\\3\\\\\end{array}}&{\begin{array}{|rrrr}1&-12&0&-42\\&&&\\\hline 1&&&\\\end{array}}\end{array}}}
그 다음 맨 좌측선 너머에 쓴 수(여기서는 3)와 내려온 계수를 곱하여 그 피제수의 다음 계수 아래쪽에 쓴다.
{\displaystyle {\begin{array}{cc}{\begin{array}{r}\\3\\\\\end{array}}&{\begin{array}{|rrrr}1&-12&0&-42\\&3&&\\\hline 1&&&\\\end{array}}\end{array}}}
같은 열에 위치한 가로선 위쪽의 이 값을 더하여 가로선 아래쪽에 쓴다.
{\displaystyle {\begin{array}{cc}{\begin{array}{c}\\3\\\\\end{array}}&{\begin{array}{|rrrr}1&-12&0&-42\\&3&&\\\hline 1&-9&&\\\end{array}}\end{array}}}
이전의 두 단계를 반복하여 마지막까지 쓴다.
{\displaystyle {\begin{array}{cc}{\begin{array}{c}\\3\\\\\end{array}}&{\begin{array}{|rrrr}1&-12&0&-42\\&3&-27&-81\\\hline 1&-9&-27&-123\end{array}}\end{array}}}
일차식으로 나누었으므로, 가로줄 아래쪽에 나열된 수 중에서 가장 우측의 수는 나머지를 의미하고, 나머지 수들은 내림차순으로 몫의 계수들을 의미하게 된다. 그리하여 나눗셈의 결과는 다음과 같음을 알 수 있다.
{\displaystyle {\frac {x^{3}-12x^{2}-42}{x-3}}=x^{2}-9x-27-{\frac {123}{x-3}}}

## 일차항 계수가 1이 아닌 일차식으로 나누기의 예
다음 나눗셈을 수행하려고 한다.
{\displaystyle {\frac {x^{3}-12x^{2}-42}{2x-3}}}
먼저 피제수의 모든 계수를 내림차순의 순서로 쓴다. 이때, 보이지 않는 항까지 모두 써야 한다. (이 예에서는 일차식의 계수에 해당한다)
{\displaystyle {\begin{array}{ccc}{\begin{array}{r}\\\\\end{array}}&{\begin{array}{|rrrr}1&-12&0&-42\\&&&\\\hline &&&\\&&&\\\end{array}}\end{array}}}
나누는 식의 상수항을 반대 부호로 하여 세로줄의 왼쪽에 쓴다.
나누는 식의 최고차항 계수 2는 부호를 바꾸지 않고 나누기 기호 /를 그 좌측에 붙여서(즉 /2 기호로 히여) 가로줄 밑, 세로줄 바로 좌측에 적어준다.
{\displaystyle {\begin{array}{ccc}{\begin{array}{rrrr}\\3&\\\\&/2\\\end{array}}&{\begin{array}{|rrrrr}1&-12&0&-42\\&&&\\\hline &&&\\&&&\\\end{array}}\end{array}}}
첫 번째 계수는 그대로 내려온다. 그대로 내려온 것을 2로 나누어(즉 /2 하여) 그 밑에 적는다.
{\displaystyle {\begin{array}{ccc}{\begin{array}{rrrr}\\3&\\\\&/2\\\end{array}}&{\begin{array}{|rrrrr}1&-12&0&-42\\&&&\\\hline 1&&&\\1/2&&&\\\end{array}}\end{array}}}
앞에서 마지막에 적었던 1/2에 3을 곱하여 다음 열의 가로줄 바로 위에 적어 준다.
{\displaystyle {\begin{array}{ccc}{\begin{array}{rrrr}\\3&\\\\&/2\\\end{array}}&{\begin{array}{|rrrrr}1&-12&0&-42\\&3/2&&\\\hline 1&&&\\1/2&&&\\\end{array}}\end{array}}}
방금 적었던 3/2은 그 위의 -12와 합한 값을 가로 줄 바로 밑에 적어 주고, 또 이를 /2 하여 또 바로 그 밑에 적어준다.
{\displaystyle {\begin{array}{ccc}{\begin{array}{rrrr}\\3&\\\\&/2\\\end{array}}&{\begin{array}{|rrrrr}1&-12&0&-42\\&3/2&&\\\hline 1&-21/2&&\\1/2&-21/4&&\\\end{array}}\end{array}}}
앞에서 마지막에 적었던 -21/4에 3을 곱하여 다음 열의 가로줄 바로 위에 적어 준다.
{\displaystyle {\begin{array}{ccc}{\begin{array}{rrrr}\\3&\\\\&/2\\\end{array}}&{\begin{array}{|rrrrr}1&-12&0&-42\\&3/2&-63/4&\\\hline 1&-21/2&&\\1/2&-21/4&&\\\end{array}}\end{array}}}
방금 적었던 -63/4은 그 위의 0과 합한 값을 가로 줄 바로 밑에 적어 주고, 또 이를 /2 하여 또 바로 그 밑에 적어준다.
{\displaystyle {\begin{array}{ccc}{\begin{array}{rrrr}\\3&\\\\&/2\\\end{array}}&{\begin{array}{|rrrrr}1&-12&0&-42\\&3/2&-63/4&\\\hline 1&-21/2&-63/4&\\1/2&-21/4&-63/8&\\\end{array}}\end{array}}}
이전의 단계를 계속 반복한다. 마지막 단계에서는 /2(나누기 2)를 하지 않는다.
{\displaystyle {\begin{array}{ccc}{\begin{array}{rrrr}\\3&\\\\&/2\\\end{array}}&{\begin{array}{|rrrrr}1&-12&0&-42\\&3/2&-63/4&-189/8\\\hline 1&-21/2&-63/4&-525/8\\1/2&-21/4&-63/8&\\\end{array}}\end{array}}}
일차식 2x - 3으로 나누었으므로, 수평줄 바로 아래쪽에 나열된 수 중에서 가장 우측의 수 -525/8은 나머지를 의미하고, 수평줄의 아래 아래에 놓인 수들(즉 가장 밑에 놓인 수들)은 몫의 내림차순 계수들을 의미하게 된다. 그리하여 나눗셈의 결과는 다음과 같음을 알 수 있다.
{\displaystyle {\frac {x^{3}-12x^{2}-42}{2x-3}}={\frac {1}{2}}x^{2}-{\frac {21}{4}}x-{\frac {63}{8}}+{\frac {-{\frac {525}{8}}}{2x-3}}}

## 최고차항 계수가 1인 이차식으로 나누는 조립제법의 예
이러한 조립제법은 제수의 차수가 더 높은 경우에도 사용가능하다. 다음의 예제를 살펴보자.
{\displaystyle {\frac {x^{3}-12x^{2}-42}{x^{2}+x-3}}}
먼저 피제수의 계수를 모두 쓴다.
{\displaystyle {\begin{array}{|rrrr}1&-12&0&-42\end{array}}}
제수의 계수의 부호를 바꾼다.
{\displaystyle {\begin{array}{rrr}-1x^{2}&-1x&+3\end{array}}}
제수의 최고차항을 제외한 나머지 계수들을 대각선 방향으로 써 내려간다.
{\displaystyle {\begin{array}{cc}{\begin{array}{rr}\\&3\\-1&\\\end{array}}&{\begin{array}{|rrrr}1&-12&0&-42\\&&&\\&&&\\\hline \end{array}}\end{array}}}
피제수의 첫 번째 계수는 그대로 내려온다.
{\displaystyle {\begin{array}{cc}{\begin{array}{rr}\\&3\\-1&\\\\\end{array}}&{\begin{array}{|rrrr}1&-12&0&-42\\&&&\\&&&\\\hline 1&&&\\\end{array}}\end{array}}}
내려간 계수는 좌측의 값과 곱하여 대각선 위로 올라간다.
{\displaystyle {\begin{array}{cc}{\begin{array}{rr}\\&3\\-1&\\\\\end{array}}&{\begin{array}{|rrrr}1&-12&0&-42\\&&3&\\&-1&&\\\hline 1&&&\\\end{array}}\end{array}}}
가로선 위쪽의 같은 열의 수들을 세로로 더해서 가로선 아래쪽에 쓴다.
{\displaystyle {\begin{array}{cc}{\begin{array}{rr}\\&3\\-1&\\\\\end{array}}&{\begin{array}{|rrrr}1&-12&0&-42\\&&3&\\&-1&&\\\hline 1&-13&&\\\end{array}}\end{array}}}
이전의 두 단계를 반복하여 끝까지 계산한다.
{\displaystyle {\begin{array}{cc}{\begin{array}{rr}\\&3\\-1&\\\\\end{array}}&{\begin{array}{|rrrr}1&-12&0&-42\\&&3&-39\\&-1&13&\\\hline 1&-13&16&\\\end{array}}\end{array}}}
마지막 부분을 더해서 아래쪽에 쓴다.
{\displaystyle {\begin{array}{cc}{\begin{array}{rr}\\&3\\-1&\\\\\end{array}}&{\begin{array}{|rrrr}1&-12&0&-42\\&&3&-39\\&-1&13&\\\hline 1&-13&16&-81\\\end{array}}\end{array}}}
이차식으로 나누었으므로, 가로줄 아래쪽에 나열된 수 중에서 우측 두 수는 나머지의 계수를 의미하고, 나머지 수들은 내림차순으로 몫의 계수들을 의미하게 된다. 그리하여 나눗셈의 결과는 다음과 같음을 알 수 있다.
{\displaystyle {\frac {x^{3}-12x^{2}-42}{x^{2}+x-3}}=x-13+{\frac {16x-81}{x^{2}+x-3}}}
만약 최고차항의 계수가 1이 아닌 이차식의 경우 맨 앞에서 서술한 대로 적절한 수를 곱해서 제수의 최고차항의 계수를 1로 만들어줘야 한다.

## 같이 보기
- 다항식 장제법